# As Close As You Think
As Close As You Think je dvanácté sólové studiové album Kevina Ayerse. Album vyšlo v červnu 1986 pod značkou Illuminated Entertainment.

## Seznam skladeb
1. „Steppin' Out“ (Ayers, Halsall)
2. „Fool After Midnight“ (Ayers, Halsall, Gregmar)
3. „Wish I Could Fall“ (Ayers)
4. „Only Heaven Knows“ (Ayers)
5. „Too Old to Die Young“ (Ayers)
6. „The Howlin' Man“ (Ayers, Halsall)
7. „Never My Baby“ (Ayers)
8. „Budget Tours (part one)“ (Ayers, Halsall)
9. „Budget Tours (part two)“ (Ayers, Halsall)

## Sestava
- Kevin Ayers – kytara, zpěv
- Pat Crumly – flétna, saxofon
- Ollie Halsall – kytara, baskytara, doprovodný zpěv, zpěv
- Poli Palmer – programování Fairlight